# Hrabstwo Highland (Ohio)
Hrabstwo Highland (ang. Highland County) – hrabstwo w stanie Ohio w Stanach Zjednoczonych. Obszar całkowity hrabstwa obejmuje powierzchnię 557,84 mil2 (1 444,81 km²). Według danych z 2010 r. hrabstwo miało 43 589 mieszkańców. Hrabstwo powstało 1 maja 1805 roku, a jego nazwa pochodząca od pagórkowatego ukształtowania terenu oznacza wyżynę.

## Sąsiednie hrabstwa
- Hrabstwo Fayette (północ)
- Hrabstwo Ross (północny wschód)
- Hrabstwo Pike (wschód)
- Hrabstwo Adams (południowy wschód)
- Hrabstwo Brown (południowy zachód)
- Hrabstwo Clinton (północny zachód)

## Miasta
- Hillsboro

## CDP
- Buford
- Highland Holiday
- Rocky Fork Point

## Wioski
- Highland
- Leesburg
- Mowrystown
- Sardinia
- Sinking Spring